# 文特里斯环形山

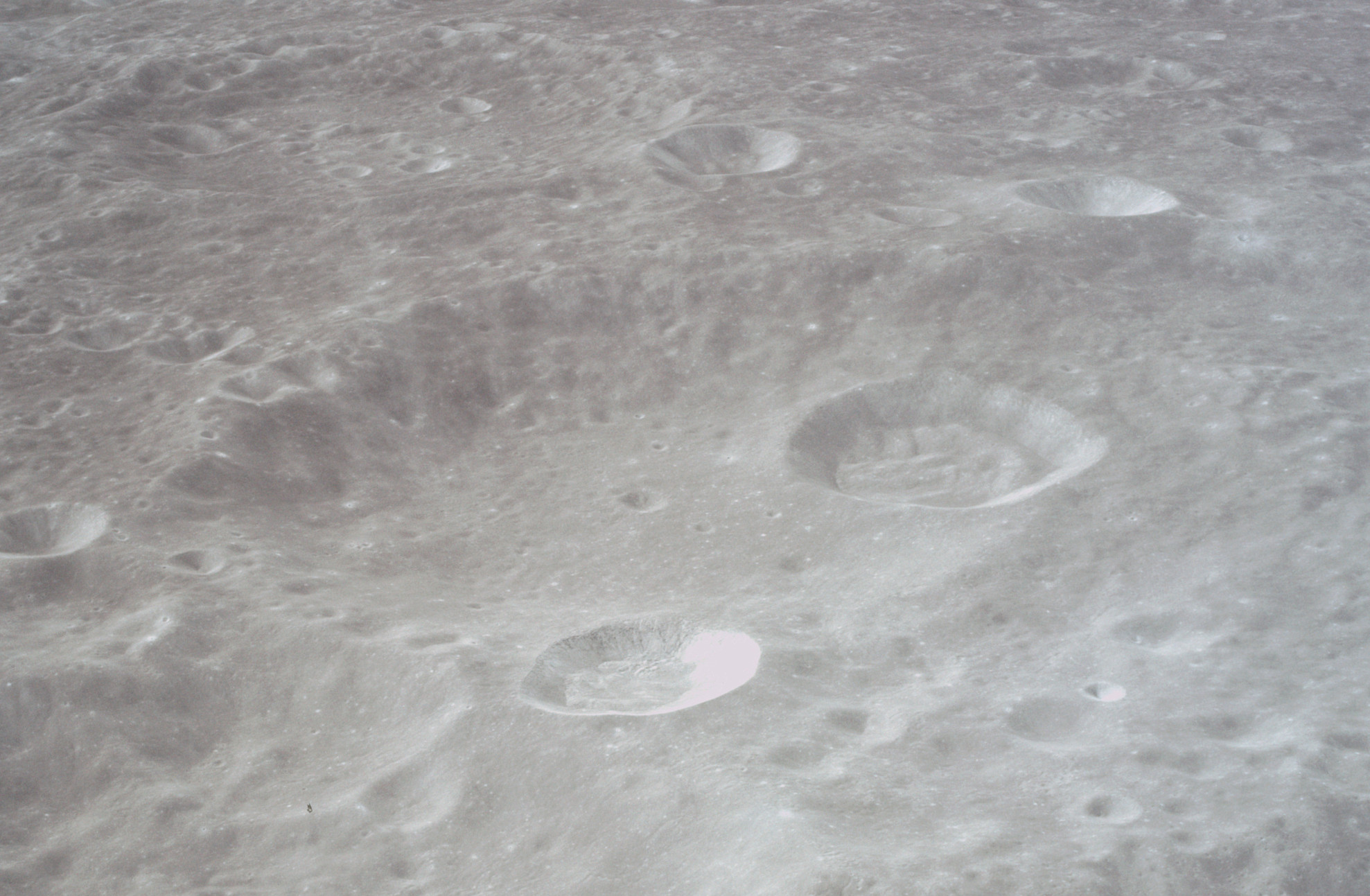
阿波罗17号拍摄的斜视图

文特里斯环形山（Ventris）是月球背面赤道区一座古老的大型撞击坑，约形成于前酒海纪，其名称取自英国建筑师及著名语言学家迈克尔·乔治·弗朗西斯·文特里斯（1922年-1956年），1970年被国际天文联合会正式批准接受。

## 描述
该陨坑西北紧邻谢里曼环形山；北面靠近芬宁·梅因纳斯环形山；杜瓦环形山和斯特拉顿环形山位于它的东侧；东南和西面分别为基勒环形山和恰普雷金环形山。该环形山的中心月面坐标为4°46′S 157°58′E / 4.77°S 157.97°E，直径100.7公里，深度4.11公里。
文特里斯环形山形成以来，已遭受后续撞击的严重侵蚀和磨损。沿陨坑边缘及坑内地表坐落着一系列的撞击坑，东北壁覆盖着最大的卫星坑文特里斯 C；坑壁平均高出周边地形1450米，内部容积约8800公里³。碗状的坑底较为平坦，地表上分布有很多大小不一的撞击坑，其中东北部坐落着卫星坑文特里斯 A、南侧坑沿上为拥有小射纹系统和高反照率的年轻卫星坑-文特里斯 M，环绕它的射纹带涵盖了文特里斯环形山的大部分地区，狭窄的射纹束延伸到西北和西南方更远的地方。

## 卫星陨石坑
按惯例，最靠近文特里斯环形山的卫星坑在月图上以字母标注在该坑中心点的旁边。

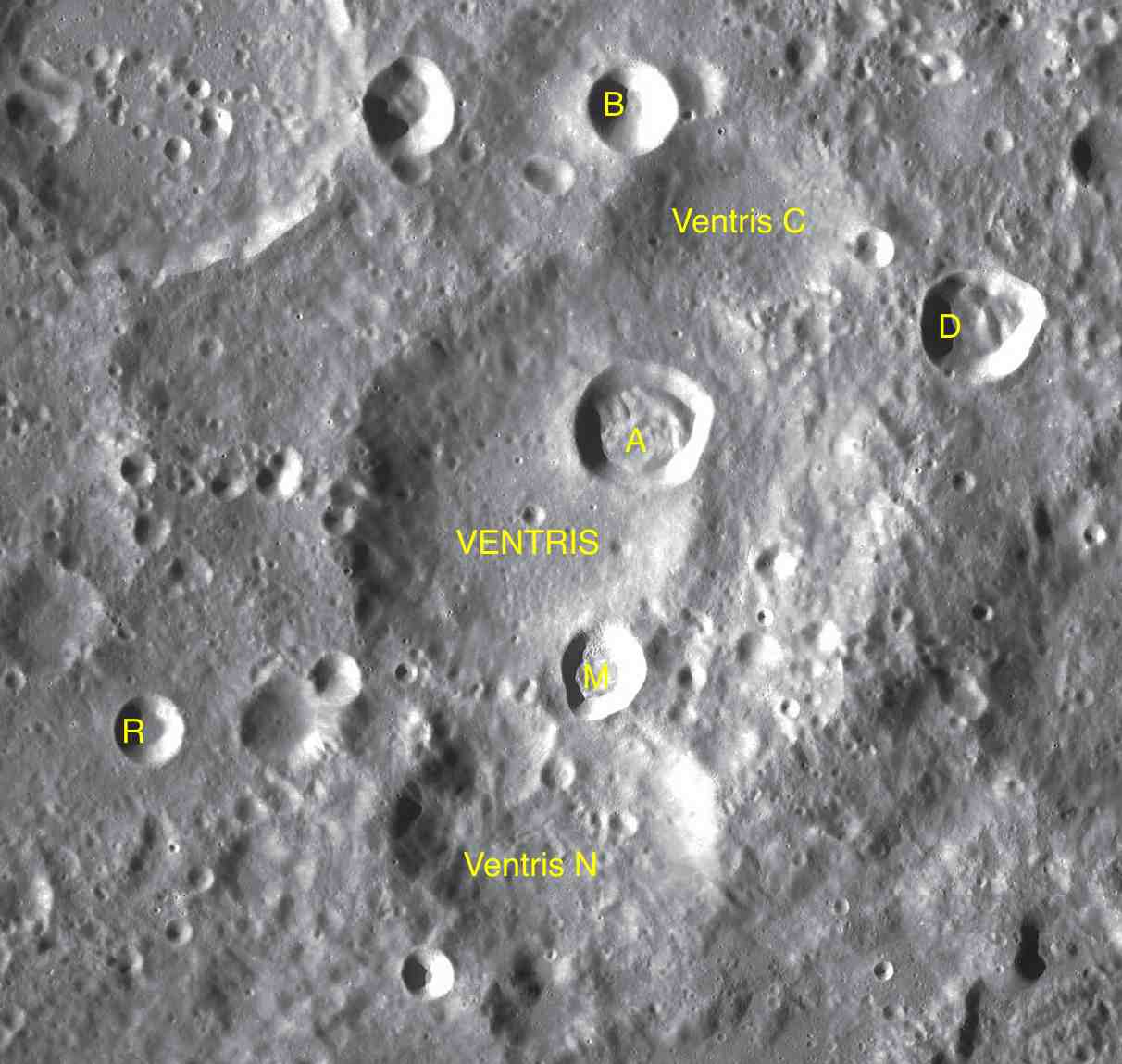
LAC-85 月面图

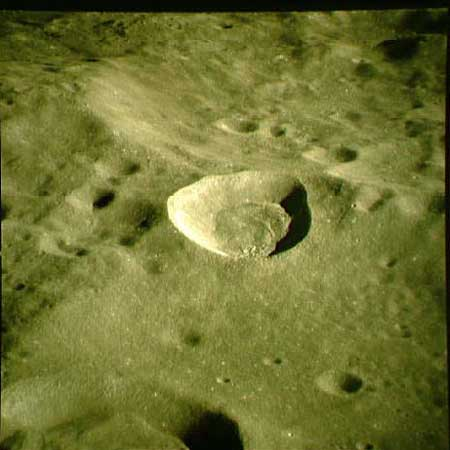
阿波罗10号拍摄的卫星坑文特里斯 M

| 文特里斯 | 纬度   | 经度     | 直径    |
| -------- | ------ | -------- | ------- |
| A        | 4.4° S | 158.2° E | 26 公里 |
| B        | 2.4° S | 158.2° E | 18 公里 |
| C        | 3.2° S | 158.9° E | 48 公里 |
| D        | 3.4° S | 160.3° E | 21 公里 |
| M        | 6.0° S | 157.9° E | 18 公里 |
| N        | 7.1° S | 157.6° E | 63 公里 |
| R        | 6.3° S | 155.1° E | 13 公里 |